# S.H-n Orden
S.H-n Orden, tidigare Sällskapet Hjälpsamheten, är ett Svenskt ordenssällskap grundat i Stockholm 1875.

## Om orden
S.H-n Orden består av män ur alla ålders-, yrkes- och samhällsgrupper. Genom det ritualbundna arbetet, och genom ett sant broderskap, vill man utveckla bröderna till goda medmänniskor, till gagn för individ, hem och fosterland. 

## Historik
I början av 1870-talet bildade några stockholmsborgare bosatta på Söder en sammanslutning eller klubb som de kallade “Tolfvan “. Medlemmarna bar som klubbmärke talet 12 i romerska siffror i ett band på bröstet. Klubben firade sin högtidsdag sommaren 1874 med en utflykt till Fjäderholmarna och beslöt då att bilda ett sällskap för inbördes hjälp. En kommitté tillsattes för att under hösten utarbeta förslagsstadgar.
Genom en annons i dagspressen inbjöds intresserade till ett möte i källaren “Södermalm” den 14 februari 1875. Mötet var talrikt besökt och intresset stort för de framlagda kommittéförslagen. Man beslöt att grunda ett sällskap och mötesdeltagarna antecknade sig och erlade 1:50 var. Ändamålet skulle vara att understödja sjuka medlemmar samt att till efterlevande lämna medel för en anständig begravning av död ledamot.
Nästa möte ägde rum i en lokal på Kocksgatan 6 den 21 mars 1875. Då instiftades Sällskapet Hjälpsamheten och dess första styrelse valdes.

## Grader
Ordensarbetet är uppdelat i sex grader, av vilka den femte är Riddaregrad och den sjätte Kommendörsgrad.

## Allmänt
Orden har säte i Stockholm, men har även loger i Gävle, Örebro, Norrköping, Västerås samt i Uppsala.